# X Factor (Deutschland)
X Factor ist eine Musik-Castingshow, die von 2010 bis 2012 vom zur RTL-Gruppe gehörenden Fernsehsender VOX ausgestrahlt wurde. Sie ist die deutsche Version der von Simon Cowell entwickelten und produzierten britischen Castingshow The X Factor.
Sie wurde von der Grundy Light Entertainment GmbH hergestellt und von Moderator Jochen Schropp präsentiert. In den ersten beiden Staffeln 2010 und 2011 bestand die Jury aus drei Personen, in der dritten Staffel 2012 waren es vier Jurymitglieder. Die einzige in allen drei Staffeln vertretene Jurorin war die Sängerin Sarah Connor. Im Dezember 2012 wurde bekannt, dass sie für eine vierte Staffel nicht zur Verfügung stehe. Im Herbst 2018 kehrte X Factor für eine weitere Staffel zurück, die von UFA Show & Factual für Sky produziert wurde. Teil der Jury war Sido, die Moderation übernahm Charlotte Würdig. Im Dezember 2018 gab Sky bekannt, dass die Sendung nicht fortgesetzt wird.
Die erste Staffel gewann im November 2010 die Schweizerin Edita Abdieski, die zweite Staffel entschied im Dezember 2011 der Duisburger Polizist David Pfeffer für sich. Die dritte Staffel gewann im November 2012 das Duo Mrs. Greenbird und die vierte Staffel gewannen im Dezember 2018 Ees & The Yes-Ja! Band.

## Mitwirkende

### Jury
In der ersten Staffel saßen Sarah Connor, Till Brönner und George Glueck in der Jury. In der zweiten Staffel 2011 wurde George Glueck durch Das Bo ersetzt. 2012 waren neben Sarah Connor H. P. Baxxter, Sandra Nasić und Moses Pelham in der Jury. Im Dezember 2012 gaben Sarah Connor und Moses Pelham jeweils bekannt, dass sie 2013 nicht mehr in der X-Factor Jury sitzen werden.
| Staffel | Juroren      | Juroren         | Juroren       | Juroren        | Jahr |
| ------- | ------------ | --------------- | ------------- | -------------- | ---- |
| 1       | Sarah Connor | Till Brönner    | George Glueck |                | 2010 |
| 2       | Sarah Connor | Till Brönner    | Das Bo        | 2011           |      |
| 3       | Sarah Connor | H. P. Baxxter   | Sandra Nasić  | Moses Pelham   | 2012 |
| 4       | Sido         | Ignacio Uriarte | Thomas Anders | Jennifer Weist | 2018 |

### Moderation
| Staffel | Moderation       | Moderation      | Jahr |
| ------- | ---------------- | --------------- | ---- |
| 1       | Jochen Schropp   |                 | 2010 |
| 2       | Jochen Schropp   | Janin Reinhardt | 2011 |
| 3       | Jochen Schropp   |                 | 2012 |
| 4       | Charlotte Würdig | Bence Istenes   | 2018 |

## Ablauf
Inhalt der Castingshow war es, ein Gesangstalent zu entdecken, dessen Begabung vom veranstaltenden Fernsehsender als „X Factor“ bezeichnet wird. Als Gewinn war ein Vertrag bei der Plattenfirma Sony Music ausgelobt. Eine Staffel erstreckte sich über vier Phasen, die „Casting“, „Bootcamp“, „Juryhaus“ und „Liveshows“ genannt wurden. Die Bewerber wurden in die drei bzw. vier Kategorien eingeteilt. Jedes Jurymitglied übernahm eine der Kategorien als Mentor der Bewerber bis zum Ende der Staffel. In der Casting-Phase mussten alle Kandidaten auf einer Bühne vor Publikum und Jury vorsingen. Der Kreis der Weitergekommenen wurde in der gemeinsamen Bootcamp-Phase nochmals reduziert. Als dritte Phase schloss sich das Juryhaus an, in dem jeder Mentor seine besten Kandidaten auswählte, mit denen er in den anschließenden Liveshows gegen die anderen Teilnehmer angetreten ist. Die verbliebenen Teilnehmer präsentieren in den Liveshows Lieder, die zumeist vom Mentor ausgewählt wurden. In den Liveshows der ersten beiden Staffeln mussten jeweils die beiden Kandidaten mit den wenigsten Zuschauerstimmen ein selbst gewähltes Lied in einem so genannten Gesangsduell vortragen, wonach die Jury mit einfacher Mehrheit entschied, welcher der beiden weiterkam. Unter den besten drei Teilnehmern – in der dritten Staffel jedoch unter allen Liveshow-Teilnehmern – bestimmten nur noch die Zuschauer über das Weiterkommen und über den Sieger.

## Staffel 1 (2010)
Obwohl die Mediengruppe RTL Deutschland die Rechte an „The X Factor“ laut RTL-Unterhaltungschef Tom Sänger bereits im Jahr 2006 erworben hatte, produzierte sie erst im Jahr 2010 ihre erste Staffel.
Um Zuschauer zu gewinnen, wurden die ersten zwei Sendungen am 20. und 21. August 2010 auf dem reichweitenstarken Sender RTL gezeigt. Die restlichen Folgen waren auf VOX zu sehen. Die Jury bestand aus Sarah Connor, Till Brönner und George Glueck, Moderator war Jochen Schropp.

### Kandidatenübersicht
| 16 bis 24 – Sarah Connor | Ab 25 – Till Brönner | Gruppen – George Glueck |
| ------------------------ | -------------------- | ----------------------- |

| Platz | Kandidat         | Ausgeschieden am | Motto                     |
| ----- | ---------------- | ---------------- | ------------------------- |
| 1.    | Edita Abdieski   | Gewinnerin       | Finale                    |
| 2.    | Big Soul         | 9. November      | Finale                    |
| 3.    | Mati Gavriel     | 2. November      | Michael Jackson & Friends |
| 4.    | Anthony Thet     | 26. Oktober      | A Night at the club       |
| 5.    | Marlon Bertzbach | 19. Oktober      | Laut & Leise              |
| 6.    | Pino Severino    | 12. Oktober      | Mystery Night             |
| 7.    | Urban Candy      | 5. Oktober       | Kings & Queens of Pop     |
| 8.    | Meral Al-Mer     | 28. September    | Blockbuster Night         |
| 9.    | LaFamille        | 21. September    | Playlist 2010             |

### Erste Phase: Das Casting
Zum Casting traten etwa 19.000 Bewerber in einer von drei Kategorien an.
Nach Ende der Castings wurden die Kategorien den Juroren folgendermaßen zugeteilt:
- Solosänger 16–24 Jahre: Mentorin Sarah Connor
- Solosänger ab 25 Jahre: Mentor Till Brönner
- Gruppen und Duette: Mentor George Glueck

### Zweite Phase: Das Bootcamp
Rund 120 Acts schafften es in die zweite Phase von X-Factor. Jedes Jurymitglied betreute eine der drei Kategorien und deren Teilnehmer als Mentor gemeinsam mit einem bekannten Musiker. Hierfür stand Sarah Connor der Sänger Larsito von Culcha Candela zur Seite, Till Brönner wurde vom Musikproduzenten Mousse T. und George Glueck von dem ehemaligen „Destiny’s Child“-Mitglied Kelly Rowland unterstützt. Insgesamt 18 Acts, sechs pro Jurymitglied, schafften den Sprung ins Juryhaus.

### Dritte Phase: Das Juryhaus
In der dritten Phase wählte jeder der Mentoren aus den sechs verbliebenen Teilnehmern seiner Kategorie die drei besten Teilnehmer aus, die für ihn in den Liveshows antreten sollten. Während der Produzent George Glueck seine Kandidaten als Mentor in Berlin empfing, fand die Juryhaus-Phase von Sarah Connor in Barcelona und die von Till Brönner in Rom statt. In dieser Phase waren Larsito, Mousse T. und Adel Tawil als prominente Berater anwesend.

### Vierte Phase: Die Liveshows
Insgesamt neun Teilnehmer traten in den acht Liveshows auf, in jeder Sendung musste ein Kandidat X-Factor verlassen. Im Verlauf musste jeder Sänger bis zu drei Lieder pro Show singen. In der letzten Livesendung setzte sich Edita Abdieski vor der zwischenzeitlich als Favoritin gehandelten Gruppe Big Soul durch.

#### Ergebnistabelle der Wertungen
|         | Mottoshow 1 Playlist 2010 | Mottoshow 2 Blockbuster Night | Mottoshow 3 Kings & Queens of Pop | Mottoshow 4 Mystery Night | Mottoshow 5 Laut & Leise | Mottoshow 6 A Night at the club | Mottoshow 7 Michael Jackson & Friends | Mottoshow 8 Finale     |
| ------- | ------------------------- | ----------------------------- | --------------------------------- | ------------------------- | ------------------------ | ------------------------------- | ------------------------------------- | ---------------------- |
| Platz 1 | Big Soul 25,00 %          | Big Soul 26,25 %              | Big Soul 22,40 %                  | Marlon Bertzbach 20,25 %  | Anthony Thet 27,02 %     | Edita Abdieski 27,42 %          | Edita Abdieski 41,35 %                | Edita Abdieski 74,10 % |
| Platz 2 | Marlon Bertzbach 18,87 %  | Anthony Thet 14,62 %          | Pino Severino 20,94 %             | Big Soul 19,50 %          | Big Soul 22,50 %         | Mati Gavriel 25,05 %            | Big Soul 30,18 %                      | Big Soul 25,90 %       |
| Platz 3 | Pino Severino 15,24 %     | Marlon Bertzbach 13,89 %      | Edita Abdieski 15,33 %            | Edita Abdieski 18,15 %    | Edita Abdieski 19,43 %   | Anthony Thet 24,34 %            | Mati Gavriel 28,29 %                  |                        |
| Platz 4 | Edita Abdieski 13,92 %    | Mati Gavriel 13,53 %          | Anthony Thet 11,55 %              | Mati Gavriel 16,33 %      | Marlon Bertzbach 16,15 % | Big Soul 23,19 %                |                                       |                        |
| Platz 5 | Mati Gavriel 10,36 %      | Edita Abdieski 12,91 %        | Mati Gavriel 10,71 %              | Anthony Thet 16,31 %      | Mati Gavriel 14,90 %     |                                 |                                       |                        |
| Platz 6 | Anthony Thet 7,04 %       | Urban Candy 9,21 %            | Marlon Bertzbach 10,52 %          | Pino Severino 9,46 %      |                          |                                 |                                       |                        |
| Platz 7 | Urban Candy 6,08 %        | Pino Severino 7,04 %          | Urban Candy 8,55 %                |                           |                          |                                 |                                       |                        |
| Platz 8 | Meral Al-Mer 1,80 %       | Meral Al-Mer 2,28 %           |                                   |                           |                          |                                 |                                       |                        |
| Platz 9 | LaFamille 1,69 %          |                               |                                   |                           |                          |                                 |                                       |                        |

#### Erste Liveshow am 21. September 2010
- Thema: Playlist 2010
- Starauftritt: Enrique Iglesias mit seinem Lied I Like It

Auftritte und Abstimmung
| Platz | Name             | Song im 1. Durchgang                                       | Song im Gesangsduell                                  | Ergebnis   | Ergebnis      |
| Platz | Name             | Song im 1. Durchgang                                       | Song im Gesangsduell                                  | Televoting | Jury          |
| ----- | ---------------- | ---------------------------------------------------------- | ----------------------------------------------------- | ---------- | ------------- |
| 1.    | Big Soul         | Bad Boys von Alexandra Burke featuring Flo Rida            | —                                                     | 25,00 %    | —             |
| 2.    | Marlon Bertzbach | I Like von Keri Hilson                                     | —                                                     | 18,87 %    | —             |
| 3.    | Pino Severino    | She Said von Plan B                                        | —                                                     | 15,24 %    | —             |
| 4.    | Edita Abdieski   | Empire State of Mind (Part II) Broken Down von Alicia Keys | —                                                     | 13,92 %    | —             |
| 5.    | Mati Gavriel     | Undisclosed Desires von Muse                               | —                                                     | 10,36 %    | —             |
| 6.    | Anthony Thet     | Secrets von OneRepublic                                    | —                                                     | 7,04 %     | —             |
| 7.    | Urban Candy      | Meet Me Halfway von The Black Eyed Peas                    | —                                                     | 6,08 %     | —             |
| 8.    | Meral Al-Mer     | Elektrisches Gefühl von Juli                               | Ein Herz kann man nicht reparieren von Udo Lindenberg | 1,80 %     | weiter        |
| 8.    | LaFamille        | In My Head von Jason Derulo                                | Change von Daniel Merriweather featuring Wale         | 1,69 %     | ausgeschieden |

#### Zweite Liveshow am 28. September 2010
- Thema: Blockbuster Night
- Starauftritt: Hurts mit ihrem Lied Wonderful Life

Auftritte und Abstimmung
| Platz | Name             | Song im 1. Durchgang                              | Song im Gesangsduell                   | Ergebnis   | Ergebnis      |
| Platz | Name             | Song im 1. Durchgang                              | Song im Gesangsduell                   | Televoting | Jury          |
| ----- | ---------------- | ------------------------------------------------- | -------------------------------------- | ---------- | ------------- |
| 1.    | Big Soul         | Think von Aretha Franklin                         | —                                      | 26,52 %    | —             |
| 2.    | Anthony Thet     | Purple Rain von Prince                            | —                                      | 14,62 %    | —             |
| 3.    | Marlon Bertzbach | The Blower's Daughter von Damien Rice             | —                                      | 13,89 %    | —             |
| 4.    | Mati Gavriel     | Girl, You'll Be a Woman Soon von Urge Overkill    | —                                      | 13,53 %    | —             |
| 5.    | Edita Abdieski   | Street Life von Randy Crawford                    | —                                      | 12,91 %    | —             |
| 6.    | Urban Candy      | Crazy in Love von Beyoncé featuring Jay-Z         | —                                      | 9,21 %     | —             |
| 7.    | Pino Severino    | Papa Was a Rollin’ Stone von The Undisputed Truth | Stop Me von The Smiths                 | 7,04 %     | weiter        |
| 7.    | Meral Al-Mer     | Irgendwie, irgendwo, irgendwann von Nena          | Young Hearts Run Free von Candi Staton | 2,28 %     | ausgeschieden |

#### Dritte Liveshow am 5. Oktober 2010
- Thema: Kings & Queens of Pop
- Starauftritt: Seal mit seinem Lied Secret

Auftritte und Abstimmung
| Platz | Name             | Song im 1. Durchgang                           | Song im Gesangsduell          | Ergebnis   | Ergebnis      |
| Platz | Name             | Song im 1. Durchgang                           | Song im Gesangsduell          | Televoting | Jury          |
| ----- | ---------------- | ---------------------------------------------- | ----------------------------- | ---------- | ------------- |
| 1.    | Big Soul         | Free Your Mind von En Vogue                    | —                             | 22,40 %    | —             |
| 2.    | Pino Severino    | It's a Man's Man's Man's World von James Brown | —                             | 20,94 %    | —             |
| 3.    | Edita Abdieski   | Respect von Aretha Franklin                    | —                             | 15,33 %    | —             |
| 4.    | Anthony Thet     | I'll Be Waiting von Lenny Kravitz              | —                             | 11,55 %    | —             |
| 5.    | Mati Gavriel     | Don’t Stop Me Now von Queen                    | —                             | 10,71 %    | —             |
| 6.    | Marlon Bertzbach | Boulevard of Broken Dreams von Green Day       | Last Request von Paolo Nutini | 10,52 %    | weiter        |
| 6.    | Urban Candy      | Geh' davon aus von Söhne Mannheims             | Ding von Seeed                | 8,55 %     | ausgeschieden |

#### Vierte Liveshow am 12. Oktober 2010
- Thema: Mystery Night
- Starauftritte: Usher mit seinem Lied DJ Got Us Fallin’ in Love, Culcha Candela mit ihrem Lied Move It

Auftritte und Abstimmung
| Platz | Name             | Song im 1. Durchgang                          | Song im Gesangsduell                     | Ergebnis   | Ergebnis      |
| Platz | Name             | Song im 1. Durchgang                          | Song im Gesangsduell                     | Televoting | Jury          |
| ----- | ---------------- | --------------------------------------------- | ---------------------------------------- | ---------- | ------------- |
| 1.    | Marlon Bertzbach | Zombie von The Cranberries                    | —                                        | 20,25 %    | —             |
| 2.    | Big Soul         | Thriller von Michael Jackson                  | —                                        | 19,50 %    | —             |
| 3.    | Edita Abdieski   | Heavy Cross von Gossip                        | —                                        | 15,33 %    | —             |
| 4.    | Mati Gavriel     | Hallelujah von Leonard Cohen                  | —                                        | 16,33 %    | —             |
| 5.    | Anthony Thet     | Black Hole Sun von Soundgarden                | My Love Is Your Love von Whitney Houston | 16,31 %    | weiter        |
| 5.    | Pino Severino    | Sympathy for the Devil von The Rolling Stones | The Climb von Miley Cyrus                | 9,46 %     | ausgeschieden |

#### Fünfte Liveshow am 19. Oktober 2010
- Thema: Laut und leise
- Starauftritt: Till Brönner mit seinem Lied Summer Breeze

Auftritte und Abstimmung
| Platz | Name             | Songs                                            | Song im Gesangsduell         | Ergebnis   | Ergebnis |
| Platz | Name             | Songs                                            | Song im Gesangsduell         | Televoting | Jury     |
| ----- | ---------------- | ------------------------------------------------ | ---------------------------- | ---------- | -------- |
| 1.    | Anthony Thet     | Walk This Way von Aerosmith featuring Run-D.M.C. | —                            | 27,02 %    | —        |
| 1.    | Anthony Thet     | Under the Bridge von Red Hot Chili Peppers       | —                            | 27,02 %    | —        |
| 2.    | Big Soul         | Sex on Fire von Kings of Leon                    | —                            | 22,50 %    | —        |
| 2.    | Big Soul         | One von U2                                       | —                            | 22,50 %    | —        |
| 3.    | Edita Abdieski   | Just Like a Pill von Pink                        | —                            | 19,43 %    | —        |
| 3.    | Edita Abdieski   | Russian Roulette von Rihanna                     | —                            | 19,43 %    | —        |
| 4.    | Marlon Bertzbach | Closer to the Edge von 30 Seconds to Mars        | Feeling Good von Nina Simone | 16,15 %    | —        |
| 4.    | Marlon Bertzbach | Nothing Else Matters von Metallica               | Feeling Good von Nina Simone | 16,15 %    | —        |
| 4.    | Mati Gavriel     | Song 2 von Blur                                  | Hurt von Christina Aguilera  | 16,33 %    | weiter   |
| 4.    | Mati Gavriel     | Sexed Up von Robbie Williams                     | Hurt von Christina Aguilera  | 16,33 %    | weiter   |

#### Sechste Liveshow am 26. Oktober 2010
- Thema: A Night at the Club
- Starauftritt: Sarah Connor mit ihrem Lied Real Love

Auftritte und Abstimmung
| Platz | Name           | Songs                                                         | Song im Gesangsduell                  | Ergebnis   | Ergebnis      |
| Platz | Name           | Songs                                                         | Song im Gesangsduell                  | Televoting | Jury          |
| ----- | -------------- | ------------------------------------------------------------- | ------------------------------------- | ---------- | ------------- |
| 1.    | Edita Abdieski | Release Me von Agnes                                          | —                                     | 27,42 %    | —             |
| 1.    | Edita Abdieski | Why Don’t You Love Me von Beyoncé                             | —                                     | 27,42 %    | —             |
| 2.    | Mati Gavriel   | Music von Madonna                                             | —                                     | 25,05 %    | —             |
| 2.    | Mati Gavriel   | California Gurls von Katy Perry                               | —                                     | 25,05 %    | —             |
| 3.    | Anthony Thet   | When Love Takes Over von David Guetta featuring Kelly Rowland | Never Ever von All Saints             | 24,34 %    | ausgeschieden |
| 3.    | Anthony Thet   | Give It to Me Right von Melanie Fiona                         | Never Ever von All Saints             | 24,34 %    | ausgeschieden |
| 3.    | Big Soul       | From Zero to Hero von Sarah Connor                            | You Can’t Hurry Love von The Supremes | 23,19 %    | weiter        |
| 3.    | Big Soul       | It’s Raining Men von Weather Girls                            | You Can’t Hurry Love von The Supremes | 23,19 %    | weiter        |

#### Siebte Liveshow am 2. November 2010
- Thema: Michael Jackson & Friends
- Starauftritte: Gossip mit ihrem Lied Men in Love, Flo Rida mit seinem Lied Club Can’t Handle Me
- Gruppenauftritt: Die Halbfinalisten zusammen mit George Glueck, Sarah Connor und Till Brönner mit dem Lied Somewhere over the Rainbow

Auftritte und Zuschauervoting
| Platz | Name           | Songs                                       | Televoting |
| ----- | -------------- | ------------------------------------------- | ---------- |
| 1.    | Edita Abdieski | Blame It on the Boogie von The Jackson Five | 41,53 %    |
| 1.    | Edita Abdieski | You Are So Beautiful von Diana Ross         | 41,53 %    |
| 2.    | Big Soul       | As von Stevie Wonder                        | 30,18 %    |
| 2.    | Big Soul       | I’ll Be There von The Jackson Five          | 30,18 %    |
| 3.    | Mati Gavriel   | Imagine von John Lennon                     | 28,92 %    |
| 3.    | Mati Gavriel   | You Are Not Alone von Michael Jackson       | 28,92 %    |

#### Achte Liveshow am 9. November 2010
- Thema: Finale
- Starauftritte: Shakira mit ihrem Lied Loca, Xavier Naidoo mit seinem Lied Bitte hör nicht auf zu träumen, Sarah Connor mit ihrem Lied Break My Chains
- Gruppenauftritt: Die neun Liveshow-Teilnehmer mit dem Lied Back for Good von Take That
- Die Stargäste sangen je ein Lied mit den Finalisten

Auftritte und Zuschauervoting
| Platz | Name           | Songs                                          | Televoting |
| ----- | -------------- | ---------------------------------------------- | ---------- |
| 1.    | Edita Abdieski | Run von Snow Patrol                            | 74,10 %    |
| 1.    | Edita Abdieski | Wo willst du hin? von Xavier Naidoo            | 74,10 %    |
| 1.    | Edita Abdieski | I've Come to Life                              | 74,10 %    |
| 2.    | Big Soul       | That’s What Friends Are For von Dionne Warwick | 25,90 %    |
| 2.    | Big Soul       | Underneath Your Clothes von Shakira            | 25,90 %    |
| 2.    | Big Soul       | I've Come to Life                              | 25,90 %    |

## Staffel 2 (2011)
Die Jury der zweiten Staffel bestand erneut aus Sarah Connor und Till Brönner sowie erstmals dem Rapper Das Bo, Moderator war wiederum Jochen Schropp.

### Kandidatenübersicht
| 16 bis 24 – Das Bo | Ab 25 – Till Brönner | Gruppen – Sarah Connor |
| ------------------ | -------------------- | ---------------------- |

| Platz | Kandidat        | Ausgeschieden am | Motto                     |
| ----- | --------------- | ---------------- | ------------------------- |
| 1.    | David Pfeffer   | Gewinner         | Finale                    |
| 2.    | Raffaela Wais   | 6. Dezember      | Finale                    |
| 3.    | Nica & Joe      | 6. Dezember      | Finale                    |
| 4.    | Rufus Martin    | 29. November     | Rock meets Soul           |
| 5.    | Monique Simon   | 22. November     | Laut & Leise              |
| 6.    | Ben Man         | 15. November     | Ein unmoralisches Angebot |
| 7.    | Martin Madeja   | 15. November     | Ein unmoralisches Angebot |
| 8.    | Kassim Auale    | 8. November      | Party                     |
| 9.    | Volker Schlag   | 1. November      | Die wilden Achtziger      |
| 10.   | Gladys Mwachiti | 25. Oktober      | Die größten Radiohits     |
| 11.   | Boyz II Hot     | 18. Oktober      | Der große Live-Auftakt    |
| 12.   | Soultrip        | 18. Oktober      | Der große Live-Auftakt    |

### Erste Phase: Das Casting
Die Castings wurden von April bis Mai 2011 in Köln, München und Berlin aufgezeichnet. Es traten mehr als 25.000 Bewerber in einer der drei Kategorien 16- bis 24-Jährige, über 24-Jährige sowie Gruppen und Duette an.

### Zweite Phase: Das Superbootcamp
Rund 160 Teilnehmer schafften es in die zweite Phase von X Factor. Im sogenannten Superbootcamp traten die Kandidaten jeder Kategorie in Düsseldorf erstmals gegeneinander an. Innerhalb jeder Kategorie mussten die Bewerber den gleichen Song a cappella vortragen: Die 16- bis 24-Jährigen sangen Born This Way von Lady Gaga, die über 24-Jährigen True Colors von Cyndi Lauper und die Gruppen Could It Be Magic von Take That. Die Jury entschied, welche 24 Kandidaten in eines der Juryhäuser einziehen. Nach Ende des Superbootcamps wurden die Kategorien den Juroren folgendermaßen zugeteilt:
- Solosänger 16–24 Jahre: Mentor Das Bo
- Solosänger ab 25 Jahre: Mentor Till Brönner
- Gruppen und Duette: Mentorin Sarah Connor

### Dritte Phase: Das Juryhaus
In der dritten Phase wählte jeder der Mentoren aus den verbliebenen acht Teilnehmern seiner Kategorie die vier besten Teilnehmer aus, die für ihn in den Liveshows antreten sollten. Während Till Brönner seine Kandidaten in Schottland empfing, fand die Juryhaus-Phase von Das Bo in Hamburg statt. Sarah Connor empfing die Gruppen und Duette in Berlin. In dieser Phase waren Mimi Westernhagen, das Ex-Spice Girl Melanie C und Jason Derulo als prominente Berater anwesend.

### Vierte Phase: Die Liveshows
Wie in der ersten Staffel fanden acht Liveshows statt, in denen diesmal insgesamt zwölf Kandidaten auftraten. In der ersten und fünften Sendung mussten zwei Acts die Show verlassen, in den anderen fünf Sendungen vor der Finalshow je einer. In der achten Show wurde zwischen drei Finalisten der Sieger ermittelt. In den ersten sechs Sendungen wählte die Jury nach dem sogenannten Gesangsduell jeweils einen Act ab. Unter den vier Kandidaten der beiden letzten Liveshows wählten nur noch die Fernsehzuschauer. In der Finalsendung gewann der Duisburger Polizist David Pfeffer. Ab der zweiten Livesendung hatte er jede Telefonabstimmung der Liveshows für sich entschieden.

#### Ergebnistabelle der Wertungen
|          | Mottoshow 1           | Mottoshow 2           | Mottoshow 3          | Mottoshow 4          | Mottoshow 5          | Mottoshow 6          | Mottoshow 7          | Finale 1. Abstimmung | Finale 2. Abstimmung |
| -------- | --------------------- | --------------------- | -------------------- | -------------------- | -------------------- | -------------------- | -------------------- | -------------------- | -------------------- |
| Platz 1  | Nica & Joe 22,0 %     | David Pfeffer 28,1 %  | David Pfeffer 25,8 % | David Pfeffer 27,9 % | David Pfeffer 25,8 % | David Pfeffer 31,1 % | David Pfeffer 35,5 % | David Pfeffer 48,5 % | David Pfeffer 60,5 % |
| Platz 2  | David Pfeffer 14,8 %  | Nica & Joe 18,8 %     | Nica & Joe 15,3 %    | Rufus Martin 15,5 %  | Monique Simon 19,4 % | Nica & Joe 25,3 %    | Raffaela Wais 28,1 % | Raffaela Wais 25,9 % | Raffaela Wais 39,5 % |
| Platz 3  | Martin Madeja 12,9 %  | Martin Madeja 11,3 %  | Rufus Martin 12,1 %  | Nica & Joe 14,2 %    | Nica & Joe 16,6 %    | Rufus Martin 17,9 %  | Nica & Joe 23,4 %    | Nica & Joe 25,6 %    |                      |
| Platz 4  | Volker Schlag 11,7 %  | BenMan 8,1 %          | Raffaela Wais 9,2 %  | Raffaela Wais 9,6 %  | Rufus Martin 16,0 %  | Raffaela Wais 15,8 % | Rufus Martin 13,1 %  |                      |                      |
| Platz 5  | Rufus Martin 7,4 %    | Rufus Martin 7,2 %    | Martin Madeja 9,0 %  | BenMan 9,4 %         | BenMan 9,9 %         | Monique Simon 9,9 %  |                      |                      |                      |
| Platz 6  | Gladys Mwachiti 6,3 % | Kassim Auale 6,4 %    | BenMan 8,1 %         | Martin Madeja 8,3 %  | Raffaela Wais 6,9 %  |                      |                      |                      |                      |
| Platz 7  | Kassim Auale 6,3 %    | Volker Schlag 6,1 %   | Monique Simon 7,6 %  | Kassim Auale 7,7 %   | Martin Madeja 5,4 %  |                      |                      |                      |                      |
| Platz 8  | BenMan 5,8 %          | Raffaela Wais 6,0 %   | Kassim Auale 7,3 %   | Monique Simon 7,3 %  |                      |                      |                      |                      |                      |
| Platz 9  | Raffaela Wais 4,5 %   | Monique Simon 4,7 %   | Volker Schlag 5,7 %  |                      |                      |                      |                      |                      |                      |
| Platz 10 | Monique Simon 3,9 %   | Gladys Mwachiti 3,4 % |                      |                      |                      |                      |                      |                      |                      |
| Platz 11 | Boyz II Hot 2,4 %     |                       |                      |                      |                      |                      |                      |                      |                      |
| Platz 12 | Soultrip 2,1 %        |                       |                      |                      |                      |                      |                      |                      |                      |

dunkelgrau: Ausgeschieden ohne Gesangsduell
hellrot: Ausgeschieden im Gesangsduell
gelb: Weiterkommen im Gesangsduell

#### Erste Liveshow am 18. Oktober 2011
- Thema: Der große Live-Auftakt
- Gruppenauftritt: Die zwölf Liveshow-Teilnehmer zusammen mit Sarah Connor, Till Brönner und Das Bo mit dem Lied Beautiful Day von U2
- Starauftritt: Leona Lewis mit ihrer Version des Liedes Run

Auftritte und Bewertungen
| Platz | Name            | Song im 1. Durchgang                | Song im Gesangsduell               | Ergebnis   | Ergebnis      |
| Platz | Name            | Song im 1. Durchgang                | Song im Gesangsduell               | Televoting | Jury          |
| ----- | --------------- | ----------------------------------- | ---------------------------------- | ---------- | ------------- |
| 1.    | Nica & Joe      | My Immortal von Evanescence         | —                                  | 22,0 %     | —             |
| 2.    | David Pfeffer   | Stop and Stare von OneRepublic      | —                                  | 14,8 %     | —             |
| 3.    | Martin Madeja   | Eternity von Robbie Williams        | —                                  | 12,9 %     | —             |
| 4.    | Volker Schlag   | Halt mich von Herbert Grönemeyer    | —                                  | 11,7 %     | —             |
| 5.    | Rufus Martin    | Freedom von George Michael          | —                                  | 7,4 %      | —             |
| 6.    | Gladys Mwachiti | California King Bed von Rihanna     | —                                  | 6,3 %      | —             |
| 7.    | Kassim Auale    | Stay the Night von James Blunt      | —                                  | 6,3 %      | —             |
| 8.    | BenMan          | Fireflies von Owl City              | —                                  | 5,8 %      | —             |
| 9.    | Raffaela Wais   | Torn von Ednaswap                   | —                                  | 4,5 %      | —             |
| 10.   | Monique Simon   | Price Tag von Jessie J              | Mama Do von Pixie Lott             | 3,9 %      | weiter        |
| 11.   | Boys II Hot     | When Will I Be Famous? von Bros     | Dance With Somebody von Mando Diao | 2,4 %      | ausgeschieden |
| 12.   | Soultrip        | DJ Got Us Fallin’ in Love von Usher | —                                  | 2,1 %      | —             |

#### Zweite Liveshow am 25. Oktober 2011
- Thema: Die größten Radiohits
- Starauftritte: James Morrison mit seinem Lied I Won’t Let You Go, Madcon mit einem Medley ihrer Lieder Glow, Freaky Like Me und Helluva Nite (featuring Maad*Moiselle)

Auftritte und Bewertungen
| Platz | Name            | Song im 1. Durchgang             | Song im Gesangsduell                | Ergebnis   | Ergebnis      |
| Platz | Name            | Song im 1. Durchgang             | Song im Gesangsduell                | Televoting | Jury          |
| ----- | --------------- | -------------------------------- | ----------------------------------- | ---------- | ------------- |
| 1.    | David Pfeffer   | Use Somebody von Kings of Leon   | —                                   | 28,1 %     | —             |
| 2.    | Nica & Joe      | One von U2                       | —                                   | 18,8 %     | —             |
| 3.    | Martin Madeja   | New Age von Marlon Roudette      | —                                   | 11,3 %     | —             |
| 4.    | BenMan          | Jessie von Joshua Kadison        | —                                   | 8,1 %      | —             |
| 5.    | Rufus Martin    | Fly Away von Lenny Kravitz       | —                                   | 7,2 %      | —             |
| 6.    | Kassim Auale    | The Lazy Song von Bruno Mars     | —                                   | 6,4 %      | —             |
| 7.    | Volker Schlag   | Pflaster von Ich + Ich           | —                                   | 6,1 %      | —             |
| 8.    | Raffaela Wais   | Soulmate von Natasha Bedingfield | —                                   | 6,0 %      | —             |
| 9.    | Monique Simon   | So What von Pink                 | Make You Feel My Love von Bob Dylan | 4,7 %      | weiter        |
| 9.    | Gladys Mwachiti | If I Were a Boy von Beyoncé      | Natural Woman von Aretha Franklin   | 3,4 %      | ausgeschieden |

#### Dritte Liveshow am 1. November 2011
- Thema: Die wilden Achtziger
- Gruppenauftritt: Rufus Martin, Volker Schlag, David Pfeffer und Till Brönner mit dem Lied Ain’t No Sunshine von Bill Withers
- Starauftritt: Kelly Clarkson mit ihrem Lied Mr. Know It All

Auftritte und Abstimmung
| Platz | Name          | Song im 1. Durchgang                   | Song im Gesangsduell                      | Ergebnis   | Ergebnis      |
| Platz | Name          | Song im 1. Durchgang                   | Song im Gesangsduell                      | Televoting | Jury          |
| ----- | ------------- | -------------------------------------- | ----------------------------------------- | ---------- | ------------- |
| 1.    | David Pfeffer | Every Breath You Take von The Police   | —                                         | 25,8 %     | —             |
| 2.    | Nica & Joe    | One Moment in Time von Whitney Houston | —                                         | 15,3 %     | —             |
| 3.    | Rufus Martin  | Kiss von Prince                        | —                                         | 12,1 %     | —             |
| 4.    | Raffaela Wais | Soulmate von Natasha Bedingfield       | —                                         | 6,0 %      | —             |
| 5.    | Martin Madeja | Reality von Richard Sanderson          | —                                         | 9,0 %      | —             |
| 4.    | BenMan        | Uptown Girl von Billy Joel             | —                                         | 8,1 %      | —             |
| 5.    | Monique Simon | Time After Time von Cyndi Lauper       | —                                         | 7,6 %      | —             |
| 6.    | Kassim Auale  | Sweet Dreams von den Eurythmics        | Hey There Delilah von den Plain White T’s | 7,3 %      | weiter        |
| 6.    | Volker Schlag | Pflaster von Ich + Ich                 | Ohne Dich von Selig                       | 5,7 %      | ausgeschieden |

#### Vierte Liveshow am 8. November 2011
- Thema: Party
- Gruppenauftritt: Raffaela Wais, Monique Simon, Kassim Auale, Martin Madeja und Das Bo mit dem Lied Kids von Robbie Williams und Kylie Minogue
- Starauftritt: Taio Cruz mit seinem Lied Hangover

Auftritte und Abstimmung
| Platz | Name          | Song im 1. Durchgang                                          | Song im Gesangsduell                         | Ergebnis   | Ergebnis      |
| Platz | Name          | Song im 1. Durchgang                                          | Song im Gesangsduell                         | Televoting | Jury          |
| ----- | ------------- | ------------------------------------------------------------- | -------------------------------------------- | ---------- | ------------- |
| 1.    | David Pfeffer | What Is Love von Haddaway                                     | —                                            | 27,9 %     | —             |
| 2.    | Rufus Martin  | Closer von Ne-Yo                                              | —                                            | 15,5 %     | —             |
| 3.    | Nica & Joe    | When Love Takes Over von David Guetta featuring Kelly Rowland | —                                            | 14,2 %     | —             |
| 4.    | Raffaela Wais | One Love von David Guetta featuring Estelle                   | —                                            | 9,6 %      | —             |
| 5.    | BenMan        | Stand by Me von Ben E. King                                   | —                                            | 9,4 %      | —             |
| 6.    | Martin Madeja | Titanium von David Guetta featuring Sia                       | —                                            | 8,3 %      | —             |
| 7.    | Kassim Auale  | Moves Like Jagger von Maroon 5 featuring Christina Aguilera   | Chicago von Clueso                           | 7,7 %      | ausgeschieden |
| 7.    | Monique Simon | The Edge of Glory von Lady Gaga                               | Girls Just Want to Have Fun von Cyndi Lauper | 7,3 %      | weiter        |

#### Fünfte Liveshow am 15. November 2011
- Thema: Ein unmoralisches Angebot
- Gruppenauftritt: BenMan, Nica & Joe und Sarah Connor mit dem Lied Crazy von Gnarls Barkley
- Starauftritte: Pitbull mit seinem Lied Rain over Me, Justin Bieber mit seinem Lied Mistletoe

Auftritte und Abstimmung
| Platz | Name          | Song im 1. Durchgang                                   | Song im Gesangsduell               | Ergebnis   | Ergebnis      |
| Platz | Name          | Song im 1. Durchgang                                   | Song im Gesangsduell               | Televoting | Jury          |
| ----- | ------------- | ------------------------------------------------------ | ---------------------------------- | ---------- | ------------- |
| 1.    | David Pfeffer | Nothing Compares 2 U von Prince                        | —                                  | 25,8 %     | —             |
| 2.    | Monique Simon | If I Ain’t Got You von Alicia Keys                     | —                                  | 19,4 %     | —             |
| 3.    | Nica & Joe    | Nessun dorma aus der Oper Turandot von Giacomo Puccini | —                                  | 16,6 %     | —             |
| 4.    | Rufus Martin  | Hero von Enrique Iglesias                              | —                                  | 16,0 %     | —             |
| 5.    | BenMan        | Bleeding Love von Leona Lewis                          | Heaven von Bryan Adams             | 9,4 %      | ausgeschieden |
| 6.    | Raffaela Wais | Tainted Love von Gloria Jones                          | I Have Nothing von Whitney Houston | 6,9 %      | weiter        |
| 6.    | Martin Madeja | Don’t Speak von No Doubt                               | —                                  | 5,4 %      | —             |

#### Sechste Liveshow am 22. November 2011
- Thema: Laut und leise
- Starauftritt: Dick Brave and the Backbeats mit ihrem Lied Just the Way You Are

Auftritte und Abstimmung
| Platz | Name          | Songs                                    | Song im Gesangsduell         | Ergebnis   | Ergebnis      |
| Platz | Name          | Songs                                    | Song im Gesangsduell         | Televoting | Jury          |
| ----- | ------------- | ---------------------------------------- | ---------------------------- | ---------- | ------------- |
| 1.    | David Pfeffer | Valerie von The Zutons                   | —                            | 31,1 %     | —             |
| 1.    | David Pfeffer | Hometown Glory von Adele                 | —                            | 31,1 %     | —             |
| 2.    | Nica & Joe    | Irgendwie, irgendwo, irgendwann von Nena | —                            | 25,3 %     | —             |
| 2.    | Nica & Joe    | Nothing Else Matters von Metallica       | —                            | 25,3 %     | —             |
| 3.    | Rufus Martin  | I Wish von Stevie Wonder                 | —                            | 17,9 %     | —             |
| 3.    | Rufus Martin  | You Give Me Something von James Morrison | —                            | 17,9 %     | —             |
| 4.    | Raffaela Wais | This Love von Maroon 5                   | Russian Roulette von Rihanna | 15,8 %     | weiter        |
| 4.    | Raffaela Wais | Unfaithful von Rihanna                   | Russian Roulette von Rihanna | 15,8 %     | weiter        |
| 4.    | Monique Simon | Sweet About Me von Gabriella Cilmi       | Hurt von Christina Aguilera  | 7,6 %      | ausgeschieden |
| 4.    | Monique Simon | Oh Mother von Christina Aguilera         | Hurt von Christina Aguilera  | 7,6 %      | ausgeschieden |

#### Siebte Liveshow am 29. November 2011
- Thema: Rock meets Soul
- Starauftritte: Jason Derulo mit einem Medley seiner Lieder Don’t Wanna Go Home und It Girl, Tim Bendzko mit einem Medley seiner Lieder Nur noch kurz die Welt retten und Wenn Worte meine Sprache wären
- Abschiedssong: Rufus Martin mit dem Lied Hello von Lionel Richie

Auftritte und Zuschauervoting
| Platz | Name          | Songs                                        | Televoting |
| ----- | ------------- | -------------------------------------------- | ---------- |
| 1.    | David Pfeffer | Angel von Sarah McLachlan                    | 35,4 %     |
| 1.    | David Pfeffer | Yellow von Coldplay                          | 35,4 %     |
| 2.    | Raffaela Wais | Single Ladies (Put a Ring on It) von Beyoncé | 28,1 %     |
| 2.    | Raffaela Wais | Someone like You von Adele                   | 28,1 %     |
| 3.    | Nica & Joe    | I Want to Know What Love Is von Foreigner    | 23,4 %     |
| 3.    | Nica & Joe    | A Moment Like This von Kelly Clarkson        | 23,4 %     |
| 4.    | Rufus Martin  | It Will Rain von Bruno Mars                  | 13,1 %     |
| 4.    | Rufus Martin  | Ironic von Alanis Morissette                 | 13,1 %     |

#### Achte Liveshow am 6. Dezember 2011
- Thema: Finale
- Starauftritte: Kelly Rowland mit ihrem Lied Down for Whatever, Melanie C mit ihrem Lied Let There Be Love, Michael Bublé mit seinem Lied Christmas (Baby Please Come Home)
- Gruppenauftritt: Die zwölf Liveshow-Teilnehmer mit dem Lied Raise Your Glass von Pink
- Die drei Finalisten sangen je ein Lied zusammen mit einem der Stargäste

Auftritte und Zuschauervoting
| Platz | Name          | Songs                                                         | Televoting | Televoting |
| Platz | Name          | Songs                                                         | 1. Runde   | 2. Runde   |
| ----- | ------------- | ------------------------------------------------------------- | ---------- | ---------- |
| 1.    | David Pfeffer | I’m Here                                                      | 48,5 %     | 60,5 %     |
| 1.    | David Pfeffer | First Day of My Life von Melanie C                            | 48,5 %     | 60,5 %     |
| 1.    | David Pfeffer | The Reason von Hoobastank                                     | 48,5 %     | 60,5 %     |
| 2.    | Raffaela Wais | Heaven Only Knows                                             | 25,9 %     | 39,5 %     |
| 2.    | Raffaela Wais | When Love Takes Over von David Guetta featuring Kelly Rowland | 25,9 %     | 39,5 %     |
| 2.    | Raffaela Wais | Empire State of Mind (Part II) Broken Down von Alicia Keys    | 25,9 %     | 39,5 %     |
| 3.    | Nica & Joe    | Build a Palace                                                | 25,6 %     | —          |
| 3.    | Nica & Joe    | Home von Michael Bublé                                        | 25,6 %     | —          |
| 3.    | Nica & Joe    | The Prayer von Céline Dion und Andrea Bocelli                 | 25,6 %     | —          |

## Staffel 3 (2012)
Die Jury der dritten Staffel bestand aus der Popsängerin Sarah Connor, dem Scooter-Mitglied H. P. Baxxter, dem Musikproduzenten Moses Pelham und der Sängerin Sandra Nasić. Moderator war wie in den beiden ersten Staffeln Jochen Schropp. Die Anzahl der Kategorien wurde von drei auf vier erhöht, wobei die 16- bis 24-Jährigen nach Geschlechtern aufgeteilt wurden. In der Kategorie der Gesangsgruppen wurden diesmal auch Bands zugelassen. Die Ausstrahlung der dritten Staffel begann am 25. August 2012 bei RTL; die restlichen Folgen bis zur Finalshow am 25. November 2012 wurden bei VOX ausgestrahlt.

### Kandidatenübersicht
| 16- bis 24-Jährige weiblich H. P. Baxxter | 16- bis 24-Jährige männlich Moses Pelham | ab 25-Jährige Sarah Connor | Gruppen und Bands Sandra Nasic |
| ----------------------------------------- | ---------------------------------------- | -------------------------- | ------------------------------ |

| Platz | Kandidat             | Ausgeschieden am            |
| ----- | -------------------- | --------------------------- |
| 1.    | Mrs. Greenbird       | Sieger am 25. November 2012 |
| 2.    | Melissa Heiduk       | 25. November 2012           |
| 3.    | Björn Paulsen        | 25. November 2012           |
| 4.    | Barne Heimbucher     | 18. November 2012           |
| 5.    | Klementine Hendrichs | 11. November 2012           |
| 5.    | Richard Geldner      | 11. November 2012           |
| 5.    | Willy Hubbard        | 11. November 2012           |
| 5.    | Rune                 | 11. November 2012           |
| 9.    | Lisa Aberer          | 4. November 2012            |
| 9.    | Andrew Fischer       | 4. November 2012            |
| 9.    | Colin Rich           | 4. November 2012            |
| 9.    | Josephine            | 4. November 2012            |

### Erste Phase: Das Casting
Die Castings wurden von April bis Juni 2012 in Berlin, Dortmund, Hamburg, Köln, München und Stuttgart aufgezeichnet. Es nahmen etwa 24.000 Bewerber in den vier Kategorien 16- bis 24-jährige Frauen, 16- bis 24-jährige Männer, über 24-Jährige und Musikgruppen teil. Die Castingteilnehmer kamen eine Runde weiter, wenn sie mindestens drei der vier Jurystimmen erhielten. Zusätzlich konnte jeder Juror einmalig einen „Wildcard“-Joker setzen, um einen Kandidaten direkt in die nächste Runde zu wählen. Moses Pelham machte von dieser Möglichkeit keinen Gebrauch. Sarah Connor, H. P. Baxxter und Sandra Nasic setzten ihren Joker ein, jedoch schieden die dadurch weitergekommenen Kandidaten im Bootcamp aus.

### Zweite Phase: Das Bootcamp
92 Teilnehmer schafften es in die zweite Phase von X Factor. Im sogenannten Bootcamp wurde der Teilnehmerkreis nach jeweils etwa einminütigen Auftritten zunächst auf 48 Kandidaten – 12 in jeder Kategorie – reduziert. Danach traten innerhalb der Kategorien jeweils zwei Acts gegeneinander an, indem sie nacheinander das gleiche, von der Jury bestimmte Lied vortrugen. Die Jury entschied, welche 24 Kandidaten in eines der vier Juryhäuser einziehen. In der Gruppe der männlichen Solosänger 16 bis 24 Jahre wählte die Jury nur fünf Sänger ins Juryhaus. Bei den Solosängerinnen 16 bis 24 Jahre wählte sie sieben Kandidatinnen weiter, weil sie in einem der Duelle wegen Krankheit einer Kandidatin keine Möglichkeit zu einer fairen Entscheidung sah. Nach dem Ende des Bootcamps teilten die Juroren die Kategorien folgendermaßen unter sich auf:
- Weibliche Solosänger 16 bis 24 Jahre: Mentor H. P. Baxxter
- Männliche Solosänger 16 bis 24 Jahre: Mentor Moses Pelham
- Solosänger ab 25 Jahre: Mentorin Sarah Connor
- Gruppen und Bands: Mentorin Sandra Nasić

### Dritte Phase: Das Juryhaus
In der dritten Phase wählte jeder der vier Mentoren aus den verbliebenen Teilnehmern seiner Kategorie diejenigen drei Kandidaten aus, die in den Liveshows auftreten sollten.
Während Sarah Connor und H. P. Baxxter ihre Kandidaten auf Ibiza empfingen, fand die Juryhaus-Phase von Moses Pelham in Köln statt. Sandra Nasic empfing die Gruppen und Bands in Berlin.

### Vierte Phase: Die Liveshows
Wie in der zweiten Staffel kamen zwölf Kandidaten in die Liveshows, diesmal wurde jedoch der Sieger in nur vier Sendungen ermittelt, die vom 4. November bis zum 25. November 2012 stattfanden. In den ersten beiden Liveshows traten die Kandidaten innerhalb ihrer vier Mentorengruppen gegeneinander an, wobei jeweils ein Teilnehmer pro Gruppe ausschied. Aus jeder Mentorengruppe erreichte ein Kandidat die dritte Liveshow, in der sich drei Kandidaten für die Finalshow qualifizierten.
In allen Liveshows entschieden ausschließlich die Zuschauer über das Weiterkommen der Kandidaten; die Jury hatte in dieser Phase allein ihre Mentoren- und Beraterfunktion.

#### Erste Liveshow am 4. November 2012
Auftritte
| Kategorie                                 | Name                  | Song                                                        | Televoting          |
| ab 25-Jährige Sarah Connor                | 1. Abstimmungsrunde   | 1. Abstimmungsrunde                                         | 1. Abstimmungsrunde |
| ----------------------------------------- | --------------------- | ----------------------------------------------------------- | ------------------- |
| ab 25-Jährige Sarah Connor                | Björn Paulsen         | Ich lieb dich überhaupt nicht mehr von Udo Lindenberg       | 40,19 %             |
| ab 25-Jährige Sarah Connor                | Willy Hubbard         | With a Little Help from My Friends von The Beatles          | 39,08 %             |
| ab 25-Jährige Sarah Connor                | Colin Rich            | Breakeven von The Script                                    | 20,73 %             |
| 16- bis 24-Jährige weiblich H. P. Baxxter | 2. Abstimmungsrunde   | 2. Abstimmungsrunde                                         | 2. Abstimmungsrunde |
| 16- bis 24-Jährige weiblich H. P. Baxxter | Melissa Heiduk        | Something’s Got a Hold on Me von Etta James                 | 60,92 %             |
| 16- bis 24-Jährige weiblich H. P. Baxxter | Klementine Hendrichs  | Give It to Me Right von Melanie Fiona                       | 21,77 %             |
| 16- bis 24-Jährige weiblich H. P. Baxxter | Lisa Aberer           | She Wolf (Falling to Pieces) von David Guetta featuring Sia | 17,31 %             |
| 16- bis 24-Jährige männlich Moses Pelham  | 3. Abstimmungsrunde   | 3. Abstimmungsrunde                                         | 3. Abstimmungsrunde |
| 16- bis 24-Jährige männlich Moses Pelham  | Richard Geldner       | Eisberg von Andreas Bourani                                 | 49,93 %             |
| 16- bis 24-Jährige männlich Moses Pelham  | Barne Heimbucher      | Ain’t Nobody von Rufus und Chaka Khan                       | 27,81 %             |
| 16- bis 24-Jährige männlich Moses Pelham  | Andrew Steven Fischer | Still von Jupiter Jones                                     | 22,26 %             |
| Gruppen und Bands Sandra Nasic            | 4. Abstimmungsrunde   | 4. Abstimmungsrunde                                         | 4. Abstimmungsrunde |
| Gruppen und Bands Sandra Nasic            | Mrs. Greenbird        | Blitzkrieg Bop von Ramones                                  | 63,16 %             |
| Gruppen und Bands Sandra Nasic            | Rune                  | We Found Love von Rihanna featuring Calvin Harris           | 19,83 %             |
| Gruppen und Bands Sandra Nasic            | Josephine             | Leuchtturm von Nena                                         | 17,01 %             |

#### Zweite Liveshow am 11. November 2012
Auftritte
| Kategorie                                 | Name                 | Song                                                    | Televoting          |
| ab 25-Jährige Sarah Connor                | 1. Abstimmungsrunde  | 1. Abstimmungsrunde                                     | 1. Abstimmungsrunde |
| ----------------------------------------- | -------------------- | ------------------------------------------------------- | ------------------- |
| ab 25-Jährige Sarah Connor                | Björn Paulsen        | Königin von Björn Paulsen                               | 60,23 %             |
| ab 25-Jährige Sarah Connor                | Willy Hubbard        | Ordinary People von John Legend                         | 39,77 %             |
| 16- bis 24-Jährige männlich Moses Pelham  | 2. Abstimmungsrunde  | 2. Abstimmungsrunde                                     | 2. Abstimmungsrunde |
| 16- bis 24-Jährige männlich Moses Pelham  | Barne Heimbucher     | Lila Wolken von Marteria, Yasha und Miss Platnum        | 59,55 %             |
| 16- bis 24-Jährige männlich Moses Pelham  | Richard Geldner      | Bleibt alles anders von Herbert Grönemeyer              | 40,45 %             |
| 16- bis 24-Jährige weiblich H. P. Baxxter | 3. Abstimmungsrunde  | 3. Abstimmungsrunde                                     | 3. Abstimmungsrunde |
| 16- bis 24-Jährige weiblich H. P. Baxxter | Melissa Heiduk       | Roxanne von The Police                                  | 56,69 %             |
| 16- bis 24-Jährige weiblich H. P. Baxxter | Klementine Hendrichs | Yeah Right von Dionne Bromfield featuring Diggy Simmons | 43,31 %             |
| Gruppen und Bands Sandra Nasic            | 4. Abstimmungsrunde  | 4. Abstimmungsrunde                                     | 4. Abstimmungsrunde |
| Gruppen und Bands Sandra Nasic            | Mrs. Greenbird       | Frozen von Madonna                                      | 86,08 %             |
| Gruppen und Bands Sandra Nasic            | Rune                 | Mirrors von Natalia Kills                               | 13,92 %             |

#### Dritte Liveshow am 18. November 2012
Auftritte und Abstimmung
| Platz | Name             | Songs                                         | Song im Gesangsduell                          | Televoting | Televoting |
| Platz | Name             | Songs                                         | Song im Gesangsduell                          | 1. Runde   | 2. Runde   |
| ----- | ---------------- | --------------------------------------------- | --------------------------------------------- | ---------- | ---------- |
| 1.    | Mrs. Greenbird   | Falling Slowly von The Swell Season           | —                                             | 44,46 %    | —          |
| 1.    | Mrs. Greenbird   | It Will Never Rain Roses von Mrs. Greenbird   | —                                             | 44,46 %    | —          |
| 2.    | Melissa Heiduk   | Free von Ultra Naté                           | —                                             | 19,57 %    | —          |
| 2.    | Melissa Heiduk   | Sky and Sand von Paul Kalkbrenner             | —                                             | 19,57 %    | —          |
| 3.    | Björn Paulsen    | Augen schließen von Bosse                     | 360 Grad Heimat von wingenfelder:Wingenfelder | 18,51 %    | 54,88 %    |
| 3.    | Björn Paulsen    | Herzen im Takt von Björn Paulsen              | 360 Grad Heimat von wingenfelder:Wingenfelder | 18,51 %    | 54,88 %    |
| 4.    | Barne Heimbucher | Freisein von Sabrina Setlur und Xavier Naidoo | Just a Dream von Nelly                        | 17,46 %    | 45,12 %    |
| 4.    | Barne Heimbucher | Wonderful Life von Hurts                      | Just a Dream von Nelly                        | 17,46 %    | 45,12 %    |

#### Vierte Liveshow am 25. November 2012
- Starauftritte: Alanis Morissette mit Guardian, Ne-Yo mit Forever Now, Moses Pelham und Xavier Naidoo mit Halt aus
- Die drei Finalisten sangen je ein Lied zusammen mit dessen Originalinterpreten: Mrs. Greenbird mit Alanis Morissette, Melissa Heiduk mit Ne-Yo und Björn Paulsen mit MIA.

Auftritte und Zuschauervoting
| Platz | Name           | Songs                                                               | Televoting | Televoting |
| Platz | Name           | Songs                                                               | 1. Runde   | 2. Runde   |
| ----- | -------------- | ------------------------------------------------------------------- | ---------- | ---------- |
| 1.    | Mrs. Greenbird | Ironic von Alanis Morissette                                        | 54,49 %    | 61,78 %    |
| 1.    | Mrs. Greenbird | You’re the One That I Want von John Travolta und Olivia Newton-John | 54,49 %    | 61,78 %    |
| 1.    | Mrs. Greenbird | Shooting Stars & Fairy Tales von Mrs. Greenbird (Finalsong)         | 54,49 %    | 61,78 %    |
| 2.    | Melissa Heiduk | Breathe Easy von Blue                                               | 27,92 %    | 38,22 %    |
| 2.    | Melissa Heiduk | Closer von Ne-Yo                                                    | 27,92 %    | 38,22 %    |
| 2.    | Melissa Heiduk | Send Me an Angel von den Scorpions (Finalsong)                      | 27,92 %    | 38,22 %    |
| 3.    | Björn Paulsen  | Chicago von Clueso                                                  | 17,59 %    | —          |
| 3.    | Björn Paulsen  | Fallschirm von MIA.                                                 | 17,59 %    | —          |

## Staffel 4 (2018)
Am 27. August 2018 kehrte X Factor für eine weitere Staffel zurück, die von UFA Show & Factual für Sky produziert wird. Teil der Jury waren Sido, Ignacio Uriarte, Thomas Anders und Jennifer Weist von der Band Jennifer Rostock, die Moderation übernehmen Charlotte Würdig und Ben Istenes. Die vierte Staffel bestand aus den Auditions, Chair-Challenge und drei Live-Shows.

### Kandidatenübersicht
| 16- bis 24-Jährige weiblich Iggy Uriarte | 16- bis 24-Jährige männlich Sido | ab 25-Jährige Thomas Anders | Gruppen und Bands Jennifer Weist |
| ---------------------------------------- | -------------------------------- | --------------------------- | -------------------------------- |

| Platz  | Kandidat                 | Ausgeschieden am           |
| ------ | ------------------------ | -------------------------- |
| 1.     | Ees & The Yes-Ja! Band   | Sieger am 19. Oktober 2018 |
| 2.     | Wait of the World        | 19. Oktober 2018           |
| 3.     | Sheila „Shylee“ Rothberg | 19. Oktober 2018           |
| 4.     | Jan-Marten Block         | 19. Oktober 2018           |
| 5.     | Scheer                   | 12. Oktober 2018           |
| 6.–8.  | Robin Hoff               | 12. Oktober 2018           |
| 6.–8.  | Leonie-Susanne Happel    | 12. Oktober 2018           |
| 6.8.   | Manuel „Elto“ El-Tohamy  | 12. Oktober 2018           |
| 9.–12. | Selina Shirin Hinzmann   | 5. Oktober 2018            |
| 9.–12. | Stefanie Black           | 5. Oktober 2018            |
| 9.–12. | Alexander Grant          | 5. Oktober 2018            |
| 9.–12. | Leonardo Dave            | 5. Oktober 2018            |

### Liveshow 1 am 5. Oktober 2018
| Kategorie                                   | Name                                | Song                            | Ergebnis      |
| ab 25-Jährige Thomas Anders                 |                                     |                                 |               |
| ------------------------------------------- | ----------------------------------- | ------------------------------- | ------------- |
| ab 25-Jährige Thomas Anders                 | Alexander Grant                     | Leave a Light On von Tom Walker | ausgeschieden |
| ab 25-Jährige Thomas Anders                 | Manuel „Elto“ El-Tohamy             | In My Blood von Shawn Mendes    | Anders        |
| ab 25-Jährige Thomas Anders                 | Sheila „Shylee“ Rothberg            | Lay Me Down von Sam Smith       | Zuschauer     |
| 16- bis 24-Jährige weiblich Ignacio Uriarte |                                     |                                 |               |
| Leonie-Susanne Hapel                        | Pretty Girl Rock von Keri Hilson    | Uriarte                         |               |
| Selina Shirin Hinzmann                      | Sandcastles von Beyoncé             | ausgeschieden                   |               |
| Stefanie Black                              | Niemals von Vanessa Mai             | ausgeschieden                   |               |
| 16- bis 24-Jährige männlich Sido            |                                     |                                 |               |
| Jan-Marten Block                            | Unchain My Heart von Joe Cocker     | Sido                            |               |
| Leonardo Davi                               | Young Blood von 5 Seconds of Summer | ausgeschieden                   |               |
| Robin Hoff                                  | Schwerkraft                         | Zuschauer                       |               |
| Gruppen und Bands Jennifer Rostock          |                                     |                                 |               |
| EES & The Yes-Ja! Band                      | Newwa Hold Us Down                  | Zuschauer                       |               |
| Scheer                                      | Das mutige Ich                      | Weist                           |               |
| Wait of the World                           | Glacier                             | Zuschauer                       |               |

### Liveshow 2 am 12. Oktober 2018
- Starauftritt: Tom Walker mit seinem Lied Angels

| Kategorie                                   | Name                     | Song im 1. Durchgang                   | Song im Gesangsduell                           | Ergebnis             |
| ------------------------------------------- | ------------------------ | -------------------------------------- | ---------------------------------------------- | -------------------- |
| ab 25-Jährige Thomas Anders                 | Manuel „Elto“ El-Tohamy  | Thinking Out Loud von Ed Sheeran       | —                                              | ausgeschieden        |
| ab 25-Jährige Thomas Anders                 | Sheila „Shylee“ Rothberg | Valerie von Amy Winehouse              | —                                              | Zuschauer            |
| 16- bis 24-Jährige weiblich Ignacio Uriarte | Leonie-Susanne Hapel     | No Tears Left to Cry von Ariana Grande | —                                              | ausgeschieden        |
| 16- bis 24-Jährige männlich Sido            | Jan-Marten Block         | Skinny love von Bon Iver               | —                                              | Zuschauer            |
| 16- bis 24-Jährige männlich Sido            | Robin Hoff               | Facetime                               | —                                              | ausgeschieden        |
| Gruppen und Bands Jennifer Rostock          | EES & The Yes-Ja! Band   | Original                               | —                                              | Zuschauer            |
| Gruppen und Bands Jennifer Rostock          | Scheer                   | Unendlich                              | Kilometer                                      | ausgeschieden (Jury) |
| Gruppen und Bands Jennifer Rostock          | Wait of the World        | Until your Home                        | You’ve Got the Love von Florence + the Machine | Jury                 |

### Finale am 19. Oktober 2018
| Kategorie                          | Name                     | Song im 1. Durchgang       | Song im 2. Durchgang | Ergebnis         |
| ---------------------------------- | ------------------------ | -------------------------- | -------------------- | ---------------- |
| ab 25-Jährige Thomas Anders\|-     | Sheila „Shylee“ Rothberg | Chandelier von Sia         | Bulletproof          | Drittplatzierte  |
| 16- bis 24-Jährige männlich Sido   | Jan-Marten Block         | Legendary von Welshly Arms | Los                  | Viertplatzierter |
| Gruppen und Bands Jennifer Rostock | EES & The Yes-Ja! Band   | Just Do It                 | Try Try Try          | Sieger           |
| Gruppen und Bands Jennifer Rostock | Wait of the World        | Ruin                       | Glacier              | Zweitplatzierter |

## Quoten
Das Finale der ersten Staffel erzielte mit 2,91 Millionen Zuschauern und einem Marktanteil von 9,7 Prozent die höchsten Quoten innerhalb dieser Staffel.
| Nr. (Staffel) | Datum                  | Zuschauer | Zuschauer       | Marktanteil | Marktanteil     |
| Nr. (Staffel) | Datum                  | Gesamt    | 14 bis 49 Jahre | Gesamt      | 14 bis 49 Jahre |
| ------------- | ---------------------- | --------- | --------------- | ----------- | --------------- |
| 01            | Di, 30. August 2011    | 2,04 Mio. | 1,39 Mio.       | 7,0 %       | 12,1 %          |
| 02            | So, 4. September 2011  | 2,33 Mio. | 1,61 Mio.       | 6,9 %       | 10,9 %          |
| 03            | Di, 6. September 2011  | 2,21 Mio. | 1,41 Mio.       | 7,2 %       | 11,3 %          |
| 04            | So, 11. September 2011 | 2,05 Mio. | 1,38 Mio.       | 6,2 %       | 9,6 %           |
| 05            | Di,13. September 2011  | 2,14 Mio. | 1,47 Mio.       | 7,1 %       | 12,2 %          |
| 06            | So, 18. September 2011 | 1,85 Mio. | 1,16 Mio.       | 5,3 %       | 7,7 %           |
| 07            | Di,20. September 2011  | 2,35 Mio. | 1,56 Mio.       | 7,8 %       | 12,9 %          |
| 08            | So, 25. September 2011 | 2,11 Mio. | 1,51 Mio.       | 6,2 %       | 10,6 %          |
| 09            | Di, 27. September 2011 | 1,97 Mio. | 1,37 Mio.       | 6,5 %       | 11,5 %          |
| 10            | Di, 4. Oktober 2011    | 1,88 Mio. | 1,26 Mio.       | 6,3 %       | 10,3 %          |
| 11            | Di, 11. Oktober 2011   | 1,72 Mio. | 1,19 Mio.       | 5,3 %       | 8,9 %           |
| 12            | Di, 18. Oktober 2011   | 1,96 Mio. | 1,30 Mio.       | 7,2 %       | 11,6 %          |
| 13            | Di, 25. Oktober 2011   | 1,78 Mio. | 1,15 Mio.       | 6,0 %       | 9,4 %           |
| 14            | Di, 1. November 2011   | 1,98 Mio. | 1,30 Mio.       | 6,6 %       | 10,2 %          |
| 15            | Di, 8. November 2011   | 2,01 Mio. | 1,31 Mio.       | 7,1 %       | 10,9 %          |
| 16            | Di,15. November 2011   | 1,61 Mio. | 1,00 Mio.       | 5,3 %       | 7,8 %           |
| 17            | Di, 22. November 2011  | 1,75 Mio. | 1,10 Mio.       | 6,2 %       | 9,3 %           |
| 18            | Di,29. November 2011   | 1,75 Mio. | 1,12 Mio.       | 6,2 %       | 9,9 %           |
| 19            | Di,6. Dezember 2011    | 1,80 Mio. | 1,12 Mio.       | 6,9 %       | 10,4 %          |

| Nr. (Staffel) | Sendung     | Datum                  | Zuschauer | Zuschauer       | Zuschauer       | Marktanteil | Marktanteil     | Marktanteil     |
| Nr. (Staffel) | Sendung     | Datum                  | Gesamt    | 14 bis 49 Jahre | 20 bis 59 Jahre | Gesamt      | 14 bis 49 Jahre | 20 bis 59 Jahre |
| ------------- | ----------- | ---------------------- | --------- | --------------- | --------------- | ----------- | --------------- | --------------- |
| 01            | Casting     | Sa, 25. August 2012    | 1,93 Mio. | 1,20 Mio.       | 1,36 Mio.       | 7,5 %       | 13,5 %          | 10,9 %          |
| 02            | Casting     | So, 26. August 2012    | 1,97 Mio. | 1,32 Mio.       | 1,45 Mio.       | 5,9 %       | 9,6 %           | 7,9 %           |
| 03            | Casting     | So, 2. September 2012  | 1,76 Mio. | 1,22 Mio.       | 1,27 Mio.       | 5,6 %       | 9,3 %           | 7,3 %           |
| 04            | Casting     | So, 9. September 2012  | 1,98 Mio. | 1,37 Mio.       | 1,53 Mio.       | 6,4 %       | 10,7 %          | 8,8 %           |
| 05            | Casting     | So, 16. September 2012 | 1,91 Mio. | 1,31 Mio.       | 1,49 Mio.       | 6,0 %       | 9,8 %           | 8,1 %           |
| 06            | Casting     | So, 23. September 2012 | 1,88 Mio. | 1,29 Mio.       |                 | 5,8 %       | 9,6 %           |                 |
| 07            | Bootcamp    | So, 30. September 2012 | 1,60 Mio. | 1,05 Mio.       | 1,21 Mio.       | 5,1 %       | 8,0 %           | 6,8 %           |
| 08            | Bootcamp    | So, 7. Oktober 2012    | 1,82 Mio. | 1,19 Mio.       | 1,42 Mio.       | 5,5 %       | 8,6 %           | 7,6 %           |
| 09            | Juryhaus    | So, 14. Oktober 2012   | 1,26 Mio. | 0,82 Mio.       | 0,96 Mio.       | 3,7 %       | 5,6 %           | 4,9 %           |
| 10            | Juryhaus    | So, 21. Oktober 2012   | 1,54 Mio. | 0,98 Mio.       | 1,15 Mio.       | 4,6 %       | 6,9 %           | 6,0 %           |
| 11            | Juryhaus    | So, 28. Oktober 2012   | 1,31 Mio. | 0,77 Mio.       | 0,95 Mio.       | 3,9 %       | 5,5 %           | 5,0 %           |
| 12            | 1. Liveshow | So, 4. November 2012   | 1,57 Mio. | 1,03 Mio.       | 1,27 Mio.       | 4,9 %       | 7,6 %           | 6,8 %           |
| 13            | 2. Liveshow | So, 11. November 2012  | 1,30 Mio. | 0,82 Mio.       |                 | 3,9 %       | 5,8 %           |                 |
| 13            | Halbfinale  | So, 18. November 2012  | 1,22 Mio. | 0,77 Mio.       | 0,99 Mio.       | 3,5 %       | 5,3 %           | 4,9 %           |
| 14            | Finale      | So, 25. November 2012  | 1,66 Mio. | 1,11 Mio.       | 1,30 Mio.       | 5,0 %       | 8,0 %           | 6,8 %           |

## Auszeichnungen
Am 22. September 2010 wurde X Factor in der Kategorie Beste Unterhaltung für den Deutschen Fernsehpreis 2010 nominiert.